# Gymnogramma gaerdtiana
Gymnogramma gaerdtiana là một loài dương xỉ trong họ Pteridaceae. Loài này được K.Koch mô tả khoa học đầu tiên năm 1858.
Danh pháp khoa học của loài này chưa được làm sáng tỏ. 